# Ieriómkino
Ieriómkino (en rus: Ерёмкино) és un poble de l'óblast de Saràtov, a Rússia, segons el cens del 2010 tenia 181 habitants. Pertany al districte municipal de Khvalinsk.